# Carlo Ludovico Bragaglia
Carlo Ludovico Bragaglia (Frosinone, 8 de julho de 1894 — Roma, 3 de janeiro de 1998) foi um cineasta italiano.

## Filmografia
- Tarquinia (1932)
- O la borsa o la vita (1933)
- Non son gelosa (1933)
- Un cattivo soggetto (1933)
- Quella vecchia canaglia (1934)
- Frutto acerbo (1934)
- Amore (1935)
- La fossa degli angeli (1937)
- Belle o brutte si sposan tutte... (1939)
- Animali pazzi (1939)
- L'amore si fa così (1939)
- Un mare di guai (1939)
- Pazza di gioia (1940)
- Alessandro, sei grande! (1940)
- Una famiglia impossibile (1941)
- La forza bruta (1941)
- Il prigioniero di Santa Cruz (1941)
- Barbablù (1941)
- Due cuori sotto sequestro (1941)
- La scuola dei timidi (1941)
- Se io fossi onesto (1942)
- Violette nei capelli (1942)
- La guardia del corpo (1942)
- Non ti pago! (1942)
- Casanova farebbe così! (1942)
- Fuga a due voci (1943)
- La vita è bella (1943)
- Non sono superstizioso... ma! (1943)
- Il fidanzato di mia moglie (1943)
- Tutta la vita in ventiquattr'ore (1943)
- Torna a Sorrento (1945)
- Lo sbaglio di essere vivo (1945)
- La primula bianca (1946)
- Albergo Luna, camera 34 (1946)
- Pronto, chi parla? (1946)
- L'altra (1947)
- Totò le Mokò (1949)
- Il falco rosso (1949)
- Totò cerca moglie (1950)
- Le sei mogli di Barbablù (1950)
- Figaro qua, Figaro là (1950)
- 47 morto che parla (1950)
- L'eroe sono io! (1951)
- Una bruna indiavolata (1951)
- Il segreto delle tre punte (1952)
- Don Lorenzo (1952)
- A fil di spada (1952)
- Orient Express (1954)
- Il falco d'oro (1955)
- La cortigiana di Babilonia (1955)
- Lazzarella (1957)
- La Gerusalemme liberata (1957)
- La spada e la croce (1958)
- Io, mammeta e tu (1958)
- È permesso maresciallo? (1958)
- Caporale di giornata (1958)
- Le cameriere (1959)
- Gli amori di Ercole (1960)
- Annibale (1960)
- Le vergini di Roma, com Vittorio Cottafavi (1961)
- Ursus nella valle dei leoni (1961)
- Pastasciutta nel deserto (1961)
- I quattro monaci (1962)
- I quattro moschettieri (1963)